# Лесніц
Лесніц (нім. Lößnitz) — місто в Німеччині, розташоване в землі Саксонія. Входить до складу району Рудні Гори. Складова частина об'єднання громад  .
Площа — 30,54 км2. Населення становить 8074 ос. (станом на 31 грудня 2020).